# Servando y Germán
Los nombres de los hermanos Servando y Germán significan, etimológicamente, 'el que guarda' y 'lancero, guerrero'. Eran oriundos de Augusta Emerita (actual Mérida, España), y fueron martirizados alrededor del año 305 camino de la Tingitana en un cortijo de la actual San Fernando (conventus Gaditanus) llamado Ursiano.  

Una leyenda de finales del siglo XVI sitúa este lugar en los terrenos de la Ermita del Cerro de los Mártires, en San Fernando (Cádiz). 

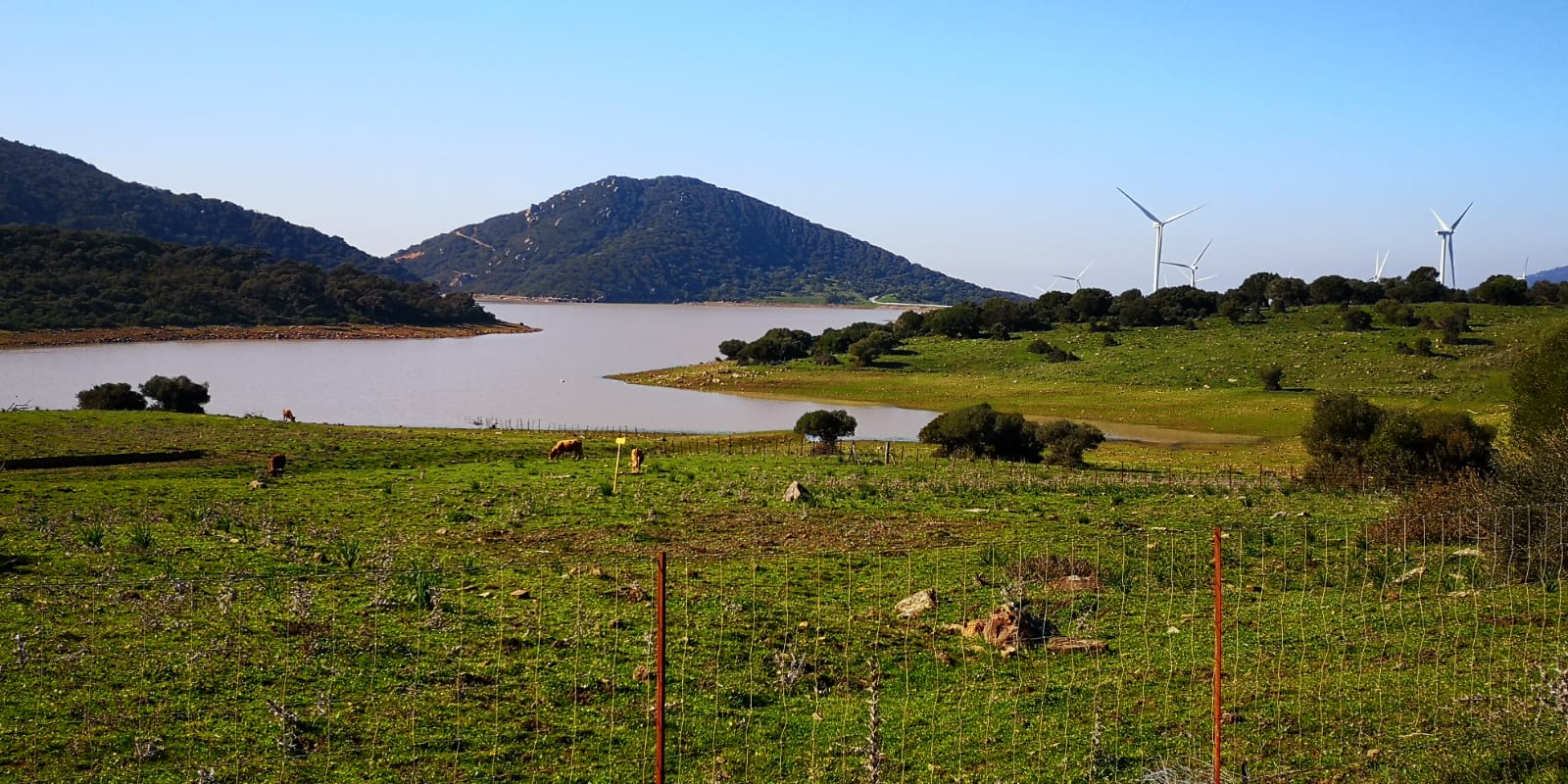
Embalse y cerro de Almodóvar o Torrejosa desde el Valle de Ojén o fundus Ursianus.

Otra teoría reciente sostiene que pudieron morir en el Cerro de Torrejosa o Almodóvar (en término de Tarifa a 5 km de Facinas), pues este lugar se encuentra en el Valle de Ojén, nombre derivado de Ursianus, se encuentra en el camino de Mérida a la Tingitana, y el cerro corresponde a la descripción que de él ofrece el Pasionario como una atalaya sobre los campos de alrededor.
Las primeras manifestaciones de su culto aparecen en la región andaluza, según dos inscripciones del 662 y 674 respectivamente. 
Actualmente son patronos de las ciudades de Mérida y de Cádiz, de la villa de Arroyo de San Serván, así como copatronos de San Fernando (Cádiz).

## Biografía
Según las actas martiriales, Servando y Germán eran naturales de Mérida. A pesar de que la tradición afirma que fueron hijos San Marcelo y tuvieron diez hermanos más (todos ellos mártires), los datos que conocemos de su vida desmienten esta teoría.

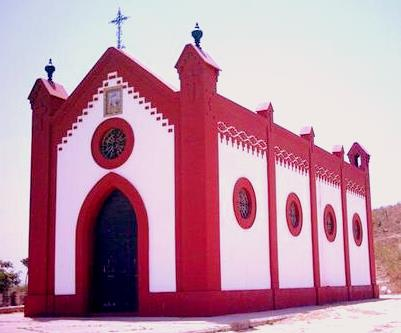
La Ermita del Cerro, supuesto lugar del martirio, situada en San Fernando (Cádiz).

Según algunos relatos medievales, Servando y Germán eran legionarios de Roma, y estando en Mérida,  fueron delatados por sus compañeros de armas como cristianos y al confesar su fe en Jesucristo fueron encadenados de pies y manos y encerrados en prisión hasta que su voluntad se rompiera. Pero una vez terminaron las persecuciones de Adriano, y nuevamente libres, predicaron con más ardor y valentía la fe de Jesucristo.
La persecución de Diocleciano coincidió con el gobierno en Mérida de Viator, prefecto romano y ferviente pagano, que mandó prender nuevamente a Servando y Germán, sometiéndolos a nuevos y crueles tormentos. Pero nada pudo quebrantar la fe de los hermanos. Ni la escasez de comida ni la de agua, ni la falta de luz y movilidad. Tanta fue su voluntad, que Viator, tras recibir orden de marchar a la provincia Tingitana (hoy Marruecos), decidió llevar consigo a los dos hermanos, que tuvieron que realizar el camino desde Mérida hacia Traducta (Algeciras) cargados de cadenas y caminando descalzos. Temiendo que muriesen en la travesía, y desesperado por no conseguir su objetivo, decidió que fuesen degollados (decapitados, según otras fuentes) antes de llegar a puerto el 23 de octubre de 290 en un collado de la finca o cortijo llamado Ursiano, dentro del conventus Gaditanus o diócesis de Cádiz.
Según la tradición, los cuerpos de ambos hermanos mártires permanecieron en el cerro hasta que años después, los restos de San Germán fueron trasladados a Mérida y los de San Servando, a Sevilla. Por otro lado se encontraron restos y una pila con sus nombres en Alcalá de los Gazules (Cádiz), creyéndose que son los restos de estos mártires. Actualmente estos restos reposan en la Parroquia de San Jorge de dicho municipio.